# Nowe Czaple (Trzebiel)
Nowe Czaple (deutsch Neu Tschöpeln, 1936–1945 Birkenstedt/Oberlausitz; sorbisch Nowy Třeplin) ist ein Dorf in der polnischen Landgemeinde Trzebiel im Landkreis Żary (Woiwodschaft Lebus).

## Geographie
Nowe Czaple liegt auf dem östlichen Ausläufer des Muskauer Faltenbogens nahe dem Abzweig der Droga wojewódzka 350 von der Droga krajowa 12. Nördlich des Ortes liegt der namensgebende Ort Stare Czaple (Alt Tschöpeln), östlich liegt Czaple (Tschöpeln).
Direkt nordwestlich des Dorfes liegt Bronowice (Braunsdorf). Zusammen mit der kleinen Ortschaft Pustków (Schadehof, das frühere Gut Tschöpeln) bilden die beiden Dörfer ein Schulzenamt.
Aus historischer Sicht ist Nowe Czaple ein schlesisches Dorf hart an der Grenze zur Oberlausitz.

## Geschichte
Nowe Czaple ist, wie auch Czaple, ein relativ junger Ort. Um 1745 wurde an der Straße von Muskau nach Zibelle nahe der Grenze zwischen der Standesherrschaft Muskau und dem Fürstentum Sagan eine Holzsäule errichtet, die bald den Namen Betsäule trug. Dieser Name wurde auf eine dort befindliche Häusergruppe übertragen, aus der später das Dorf Neu Tschöpeln hervorging.
Durch den Bau der Bahnstrecke Sommerfeld–Muskau, die von Muskau aus nach Weißwasser weiterführte, musste der noch vorhandene Holzstumpf der Betsaule 1897 versetzt werden. Er sollte 1904 noch einmal umgesetzt werden.
Gegen Ende des 19., Anfang des 20. Jahrhunderts hat sich Tschöpeln dank Ton-, Lehm- und Braunkohlevorkommen zu einer Industriegemeinde entwickelt, die Alt Tschöpeln und Tschöpeln bald in der Einwohnerzahl übersteigen sollte. Die Braunkohle von den Tschöpelner Werken wurde hauptsächlich verstromt, wodurch unter anderem Glaswerke in Weißwasser betrieben werden konnten. In Tschöpeln selbst wurde ein Tonwerk zur Herstellung von Ziegeln und eine Glashütte mit zwei Öfen betrieben.
Bis zur Eröffnung einer eigenen Schule im Jahr 1905 wurden die Schüler im evangelischen Pfarrdorf Groß Särchen unterrichtet, sofern sie nicht Gastschüler in Tschöpeln waren.
Durch die Auflösung des Kreises Sagan kam dessen westlicher Teil, darunter auch Neu Tschöpeln, 1932 an den Kreis Rothenburg. Im Zuge der Germanisierung slawischstämmiger Ortsnamen erhielt das Dorf 1936 den Namen Birkenstedt. Zwei Jahre später wurde der Nachbarort Braunsdorf nach Birkenstedt eingemeindet. Die Einwohnerzahl der beiden Orte war von je etwa 750 auf zusammen über 1700 im Jahr 1939 angewachsen.
Nach dem Zweiten Weltkrieg lag das Dorf infolge der Westverschiebung Polens auf nun polnisch gewordenen Seite der Oder-Neiße-Linie. Gemeinsam mit den meisten anderen Gemeinden des Ostteils des Rothenburger Kreises kam die nun als Nowe Czaple bezeichnete Gemeinde zum Powiat Żarski, der aus dem polnischen Anteil des Sorauer Kreises hervorgegangen ist. Nowe Czaple wurde 1946 der Gemeinde Niwica zugeschlagen und kam 1973 zur Gemeinde Trzebiel.
Der Stein mit deutscher Inschrift, der die Betsäule ergänzte, wurde nach dem Zweiten Weltkrieg vergraben. Jahre nachdem Polen der EU beigetreten war, haben Schüler der örtlichen Grundschule im Rahmen eines Geschichtsprojektes die Lage des Steins ausfindig gemacht und diesen wieder freigelegt.